# Simboli della Contea di Roscommon
Lo stemma del Roscommon è rimasto grosso modo sempre invariato. Consiste in uno scudo di colore azzurro nel quale sono situati vari elementi.
Un triangolo verde con la punta verso il basso spicca all'interno dello scudo, e richiama in maniera figurativa il Ros di Comain da cui deriva anche il nome della contea. 
Nell'area verde è situata una croce, che rappresenta San Coman, l'Abbazia di Roscommon ed è una stilizzazione della croce di Cong.
L'antica corona riguarda invece Rathcroghan, dove, secondo Mac Firbis, "molti dei re della dinastia Hereman furono seppelliti".
La testa d'ariete rappresenta l'importanza per la contea dell'allevamento ovino, mentre il ramo di quercia è un fatto più recente, ovvero riconducibile alle origini del Dr. Douglas Hyde, primo Presidente della Repubblica d'Irlanda, ricordato nella contea proprio col ramoscello e la scritta "An Craobhin Aoibhinn".
In fondo allo scudo è presente un nastro con il motto in latino, "Constans Hiberniae Cor" (Costante cuore d'Irlanda), che non solo suggerisce la locazione fisica della contea nell'isola, ma armonizza tutti gli elementi rappresentati nell'emblema.
I colori sportivi e culturali della contea sono il giallo e blu.